# Juraj Šlauka
Juraj Šlauka, známý pod přezdívkou JurajVie (* 2000/2001 Liptovský Mikuláš), je slovenský youtuber.

## Život a kariéra
Narodil se v Liptovském Mikuláši. Po studiu na osmiletém gymnáziu začal studovat na Vysoké škole ekonomické v Praze.

### Působení na sociálních sítích
Kanál JurajVie založil na platformě YouTube v březnu 2017. Zveřejňuje na něj vzdělávací videa týkající se řady témat. Jeho nejsledovanější video nese název Koľko čoho ťa ZABIJE?, k roku 2024 mělo více než 1,7 milionu zhlédnutí. V dubnu 2019 založil kanál JurajNevie, na který zveřejňuje videa ze svého života.
V roce 2021 jej časopis Forbes zařadil na druhé místo v seznamu nejvlivnějších influencerů Slovenska.